# Walter Moers

Signatur von Walter Moers

Walter Moers [mœɐ̯s] (* 24. Mai 1957 in Mönchengladbach) ist ein deutscher Comiczeichner, Illustrator und Schriftsteller. Er ist Erfinder der Figur des Käpt’n Blaubär und wurde mit seinen Zamonien-Romanen zum europäischen Bestseller-Autor.

## Leben
Nach eigenen Angaben beendete Walter Moers seine Schullaufbahn vorzeitig und unterhielt sich darauf zunächst mit Gelegenheitsarbeiten. Er begann eine kaufmännische Lehre, beendete diese allerdings nicht. Zu den Gelegenheitsarbeiten zählten erste zeichnerische Aufträge, wie kleine Gutenachtgeschichten für das „Sandmännchen“. Seine zeichnerischen Fähigkeiten eignete sich Moers im Selbststudium an.
Walter Moers ist verheiratet und lebt seit 1992 in Hamburg. Er gilt als öffentlichkeitsscheu, tritt nicht auf, gibt seine wenigen Interviews per E-Mail und lässt sich selten fotografieren. Die einzigen Aufnahmen, die von ihm existieren, sind ältere Fotografien und ein kurzer Film im Archiv des NDR, der Moers 1994 auf einer Ausstellung zeigt. Auch die wenigen Bilder stammen teilweise aus der Zeit vor 2000 und bei einigen ist strittig, ob die dargestellte Person wirklich Walter Moers ist. Sein Umgang mit der Öffentlichkeit ist inzwischen zu einer Art Markenzeichen geworden, sodass er häufig als „Phantom“ betitelt wird. Daher müssen biographische Angaben zu Moers mit Vorsicht behandelt werden, da es wenig wirklich gesicherte Quellen gibt. In Anbetracht der Drohbriefe, die Moers von Rechtsradikalen infolge der Veröffentlichungen seiner Adolf-Comics erhielt, dient ihm diese Öffentlichkeitsscheu auch als Schutz.

## Werk

### Geschichten für Kinder

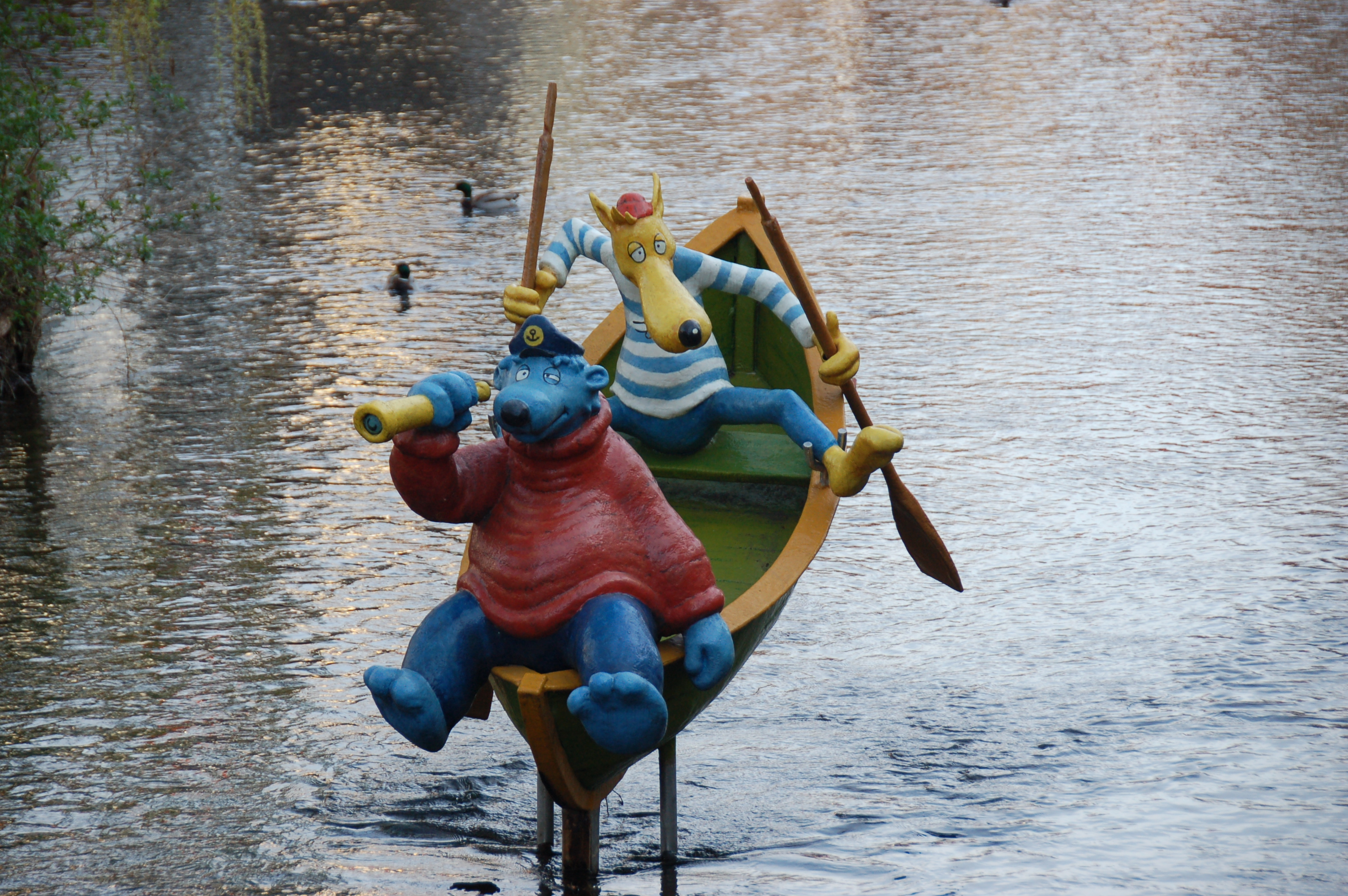
Käpt’n Blaubär und Hein Blöd auf der Gera in Erfurt. Diese Skulptur steht für die Bekanntheit der Figuren.

1988 erschien die erste Geschichte um Käpt’n Blaubär, die seitdem weite Verbreitung im Fernsehen, in Kinderbüchern, Hörspielen und als Musical fand.
Eine andere in Buch und Fernsehen (Wolff und Rüffel) bekannte Figur für Kinder wurde das allwissende Genie Schimauski, das allen möglichen gestellten und nicht gestellten Fragen auf den Grund zu gehen vermag. Schimauski, dann allerdings als Prof. Dr. Abdul Nachtigaller, und Käpt’n Blaubär finden eine komplexe Weiterentwicklung in den vorrangig für Erwachsene gedachten Zamonien-Romanen.

### Comics
Moers veröffentlicht seit 1984. Seine erste Publikation erschien im deutschen Comic-Fanzine PLOP. Viele Werke erschienen damals in den Satirezeitschriften Kowalski und Titanic und – wenigstens einmal – in Der Rabe. Die Titanic veröffentlichte 2001/2002 einige Folgen von Deadman, dem toten Superhelden.
Moers’ bekannteste Comicfiguren sind:
- Das kleine Arschloch, ein altkluger und respektloser kleiner Junge, der den Erwachsenen grundsätzlich überlegen ist.
- Der alte Sack, ein todgeweihter Rentner im Rollstuhl, der seine Umgebung auf sarkastische Art kommentiert.
- Adolf, die Nazi-Sau, eine Satire, die Adolf Hitler in die heutige Welt versetzt und ihn durchgehend als erbärmliche, lächerliche Figur darstellt.
- Der Fönig, ein „Moerschen“ für Erwachsene über Krieg, Frieden, Fellatio und Cunnilingus.

### Zamonien-Romane
Walter Moers Zamonien-Romane sind Werke der Fantasyliteratur, die als literarische Fragmente der Zamonien-Welt präsentiert werden. Im Verlaufe der Veröffentlichungen wurde Moers’ Autorschaft fiktiv immer weiter reduziert, vom Verfasser und Helfer (Die 13½ Leben des Käpt’n Blaubär) über den Herausgeber und Illustrator (Ensel und Krete, Die Stadt der Träumenden Bücher) bis hin zum Herausgeber zweiter Stufe (Der Schrecksenmeister; siehe Herausgeberfiktion).
Mit stratifikatorischer Gesellschaftsorganisation, dem Fehlen von Industrie, der Dominanz des Handwerks, ritterähnlichen Kämpfern, Zauberern, Alchemie und Fabelwesen sowie einem âventiure ähnlichen Abenteuerbegriff wird dem Phantasiereich Zamoniens ein mittelalterliches bis frühneuzeitliches Setting zugeschrieben.
Die Bücher zeichnen sich durch ihre intermediale und intertextuelle Aufmachung aus. So finden sich viele Bezüge auf andere Werke der Literatur, des Films und der Musik (siehe Abschnitt: Sprache und Stil). Die Parallelen werden teilweise so deutlich, dass die Zamonien-Romane als „Plagiatspoesie“ und „Kopierkunst“ bezeichnet wurden. Zur Intermedialität trägt aber auch die Kombination aus Karten, Abbildungen und Texten bei, in welcher die Romane verfasst sind. Als Zielgruppe werden sowohl jugendliche als auch erwachsene Leser angegeben, auch wenn anzunehmen ist, dass Moers die Werke primär für Erwachsene intendiert.

#### Chronologie

##### Die 13½ Leben des Käpt’n Blaubär
Als erster Zamonien-Roman erschien das Buch 1999 in Anlehnung an die Figur Käpt’n Blaubär. Im Gegensatz zu dem großväterlichen Erzähler aus der Sendung mit der Maus ist Blaubär im Buch noch jung und zielt mit seiner Art von Geschichten auf ein zumindest jugendliches, wenn nicht erwachsenes Lesepublikum ab. Moers war enttäuscht, wie sich die Fernsehfigur Blaubär und seine Serie nach seinem Fortgang entwickelt hatte, und „wollte zeigen, welche Möglichkeiten der Blaubär bietet, wenn man ihn und sein Publikum mal wirklich strapaziert.“ Die besondere Charakteristik Käpt’n Blaubärs bzw. seiner Lebensgeschichte liegt in den Schilderungen der fiktiven Welt Zamoniens, die, auf eigens entwickelter Landkarte detailliert vorgestellt, Heimstätte unzähliger Fabelwesen, aber auch genialer Wissenschaftler ist.

##### Ensel und Krete
Der zweite Zamonien-Roman Ensel und Krete erschien 2000 und führt erstmals den Dinosaurier Hildegunst von Mythenmetz als vorgeblichen Verfasser auf. Walter Moers inszeniert sich selbst folgerichtig nur als „Übersetzer“ des Werkes aus dem Zamonischen ins Deutsche. Der Roman dreht sich um das Geschwisterpaar Ensel und Krete, welche auf der Suche nach einem Abenteuer den zivilisierten Bereich von Bauming verlassen. Als die zwei jungen Halbzwerge tiefer und tiefer in den Großen Wald vordringen, treibt sie der Hunger in ein kleines Haus. Der Roman und sein Titel sind merklich von dem Grimmschen Märchen Hänsel und Gretel inspiriert.

##### Rumo & Die Wunder im Dunkeln
Der dritte Roman der Reihe, Rumo & Die Wunder im Dunkeln, erschien 2003 und gilt als recht brutal. Das Buch dreht sich um den jungen Wolpertinger Rumo, welcher seinem „silbernen Faden“ (der Spur des Wolpertingerweibchens Rala) durch den Kontinent Zamonien folgt und dahinter sein Glück vermutet. Aufgrund der Brutalität wurden dem Roman gewisse „Splatter-Qualitäten“ zugeschrieben und die Eignung für Kinder in Frage gestellt. Moers wies die Vorwürfe unter Verweis auf die Brutalität der Märchen der Gebrüder Grimm zurück.

##### Die Stadt der Träumenden Bücher
Im Jahr 2004 erschien der vierte Band der Reihe, Die Stadt der Träumenden Bücher, erneut mit Hildegunst von Mythenmetz als vermeintlichem Verfasser in der Hauptrolle. Der Roman dreht sich um ein geniales Manuskript eines unbekannten Autors, welches den jungen Dichter Hildegunst von Mythenmetz nach Buchhaim treibt. Einmal in den Klauen dieser buchverrückten Stadt, wird Mythenmetz immer tiefer hineingesogen in ihre labyrinthische Welt, in der Lesen noch eine wirkliche Gefahr ist, in der rücksichtslose Bücherjäger nach bibliophilen Schätzen gieren, Buchlinge ihren Schabernack treiben und der mysteriöse Schattenkönig herrscht. Am Ende dieses Buches fordert Walter Moers seine Leser dazu auf, ihm bei der Entscheidung zu helfen, welches Buch er als Nächstes aus der zamonischen Sprache „übersetzen“ solle. Zur Auswahl stellt er das zweite Abenteuer von Mythenmetz in den Katakomben von Buchhaim und eines seiner Abenteuer in der Friedhofsstadt Dullsgard.

##### Der Schrecksenmeister
Der fünfte Zamonien-Roman, Der Schrecksenmeister, erschien 2007. Es handelt sich wieder um einen Roman von Hildegunst von Mythenmetz, den Moers aus dem Zamonischen „übersetzt“ hat, und der an die Novelle Spiegel, das Kätzchen aus dem Zyklus Die Leute von Seldwyla von Gottfried Keller angelehnt ist. Der Roman dreht sich um das Krätzchen Echo, welches, um nicht in der kranken Stadt Sledwaya zu verhungern, sein Leben an den Schrecksenmeister Eißpin verkauft. Zwar von alchemistischen Künsten umgeben und als Teil der Mästung auf höchstem kulinarischen Niveau verwöhnt, sucht Echo trotzdem einen Weg, den Pakt zu brechen und sich vor Eißpin zu retten.

##### Das Labyrinth der Träumenden Bücher
Im Jahr 2011 erschien der sechste der Zamonien-Romane mit dem Titel Das Labyrinth der Träumenden Bücher. Da Moers im Vorfeld den Verlag gewechselt hatte, erschien das Buch im Knaus Verlag. Es handelt sich um eine Fortsetzung des vierten Bandes. Nachdem Hildegunst von Mythenmetz ein mysteriöses Schreiben erreicht, kehrt er in das neuerbaute Buchhaim zurück. Er begegnet alten Freunden, wie dem Lindwurm Ovidios und den Antiquaren Hachmed Ben Kibitzer und Inazea Anazazi, aber auch neuen Phänomenen und Wundern der Stadt. Doch der Roman ist „unvollendet“: Der Band sei, wie man erst im Nachwort erfährt, lediglich die sogenannte Ouvertüre für das zweite Abenteuer des Hildegunst von Mythenmetz. Die eigentliche Geschichte zum Buchtitel beginnt erst im letzten Kapitel, ihre „Übersetzung“ aus dem Zamonischen wird für den nächsten Band angekündigt, der ursprünglich im Oktober 2014 erscheinen sollte. Dem Buch wird teils Selbstplagiierung und mangelnde Originalität vorgeworfen, da die Geschichte der Stadt der Träumenden Bücher zu großen Teilen wiederholt und die Reise von Hildegunst von Mythenmetz nach Buchhaim erneut erzählt wird.
Bereits 2011 kündigte Moers an, dass diese Fortsetzung den Titel Das Schloss der träumenden Bücher tragen werde. Nachdem das Erscheinen des Bandes aber auf unbestimmte Zeit verschoben worden war, wurde stattdessen 2015 ein anderer Mythenmetz-Roman namens Die Insel der Tausend Leuchttürme angekündigt. Eine erste Leseprobe tauchte 2019 im Zamonien-Roman Der Bücherdrache auf.

##### Prinzessin Insomnia & der alptraumfarbene Nachtmahr
Am 20. März 2017 kündigte Wolfgang Ferchl, Moers’ Verleger, in einem Onlinevideo schließlich ein weiteres Werk mit dem Titel Prinzessin Insomnia & der alptraumfarbene Nachtmahr an. Dieser siebte Zamonien-Roman wurde am 28. August 2017 veröffentlicht. Er handelt von Prinzessin Dylia, der schlaflosesten Prinzessin von ganz Zamonien, die sich selbst „Prinzessin Insomnia“ nennt. Eines Nachts erhält sie Besuch von dem alptraumfarbenen Nachtmahr Havarius Opal, einem sowohl beängstigenden als auch sympathischen Gnom, welcher ankündigt, sie in den Wahnsinn zu treiben. Vorher nimmt er die Prinzessin aber noch mit auf eine abenteuerliche Reise durch die Welt des Denkens und Träumens, die für beide immer neue und überraschende Wendungen bereithält, bis sie schließlich zum dunklen Herz der Nacht gelangen. Im Gegensatz zu fast allen vorangegangenen Werken stammen die Illustrationen in diesem Buch nicht von Moers selbst, sondern von Lydia Rode.

##### Weihnachten auf der Lindwurmfeste
Im November 2018 wurde der Briefroman Weihnachten auf der Lindwurmfeste veröffentlicht. Das Buch handelt von einem Bericht aus dem Briefwechsel zwischen Hildegunst von Mythenmetz und dem Buchhaimer Eydeeten Hachmed Ben Kibitzer, in welchem ein Fest geschildert wird, das Moers an das Weihnachtsfest erinnerte. Die Lindwürmer Zamoniens begehen es alljährlich und nennen es „Hamoulimepp“. Während dieser drei Feiertage steht die Lindwurmfeste ganz im Zeichen der beiden Figuren „Hamouli“ und „Mepp“, die unserem Weihnachtsmann und dem Knecht Ruprecht ähneln.

##### Der Bücherdrache
Am 25. März 2019 erschien das Buch Der Bücherdrache, das ebenfalls auf Zamonien angesiedelt und dessen Hauptfigur der Buchling Hildegunst Zwei ist. Hildegunst Zwei, benannt nach dem zamonischen Großschriftsteller Hildegunst von Mythenmetz, macht sich eines Tages auf den Weg in den Ormsumpf, wo der weise Bücherdrache Nathaviel hausen soll. Der Legende nach soll der Drache auf jede Frage die richtige Antwort kennen. Dabei wagt sich Hildegunst Zwei in Bereiche der Katakomben, in denen es von Gefahren wie Bücherjägern nur so wimmelt. Doch er ahnt nicht, dass die größte Gefahr, die ihm droht, vom Bücherdrachen selbst ausgeht.

##### Die Insel der Tausend Leuchttürme
Der Briefroman erschien am 6. September 2023. Er besteht aus Briefen von Hildegunst von Mythenmetz an seinen Freund Hachmed Ben Kibitzer. Mythenmetz begibt sich auf eine Kur auf der Insel Eydernorn, die 111 Leuchttürme besitzt und daher Insel der Tausend Leuchttürme genannt wird. Dort lernt er die eigenartige Kultur und Bräuche der Insulaner kennen und wird ungewollt in ein Abenteuer hineingezogen. Die Geschichte spielt zeitlich zwischen „Die Stadt der Träumenden Bücher“ und „Das Labyrinth der Träumenden Bücher“.

##### Das Einhörnchen, das Rückwärts leben wollte
Das im September 2024 erschienene Buch enthält eine Sammlung von 20 Kurzgeschichten, von Moers als Flabeln (Lachfabeln) bezeichnet. Die Geschichten haben keinen Zusammenhang zueinander, das Motiv Identitäten und Identitätsfindung zieht sich allerdings durch alle Geschichten. Es gibt eine Vielzahl an popkultureller und literarischer Anspielungen, in erster Linie allerdings auf die anderen Bücher der Zamonien-Reihe.

#### Sprache und Stil
Moers’ Stil ist insgesamt stark von der Tradition des Grotesken geprägt. Die Zamonien-Romane sind an sich leicht verständlich und teils von der Alltagssprache beeinflusst und daher eher der Populärliteratur zuzuordnen. Indem Moers allerdings immer wieder durch intermediale und intertextuelle Verweise, teilweise sogar ganze Versatzstücke, auf Werke anspielt, die für gewöhnlich als kanonisch angesehen werden, verwischt oder negiert er die teils imaginäre Grenze zwischen „Hoch- und Trivialliteratur“.
Zu den offensichtlichen Verweisen zählt die bereits angesprochene Widmung ganzer Romane; mit Ensel und Krete, inspiriert durch das Grimmsche Märchen von Hänsel und Gretel, und dem Schrecksenmeister, hinter dem sich Gottfried Kellers Novelle Spiegel, das Kätzchen verbirgt. Darüber hinaus sind Elemente aus Mary Shelleys Frankenstein, William Goldmans The Princess Bride oder Ray Bradburys Fahrenheit 451 deutlich.
Sowohl Zeichnungen als auch Namen, Figuren und Motive erinnern in ihrer Überzeichnung und wilden Fantastik stark an Rabelais/Fischart (vgl. Gargantua et Pantagruel), E.T.A. Hoffmann und andere europäische Autoren, die sich in diese Tradition einreihen lassen. An Rabelais/Fischart erinnert vor allem der ständig wiederkehrende Aufzählungsstil, der sich in teilweise seitenlangen Auflistungen von Namen, Speisen, Liedern etc. manifestiert. Dem großen Illustrator derartiger Werke, Gustave Doré (u. a. Gargantua et Pantagruel), hat Moers dementsprechend auch ein eigenes Buch gewidmet (Wilde Reise durch die Nacht).
Eng verbunden mit dieser Tradition sind die Zusammenhänge des Moers’schen Œuvres mit der europäischen Schauerliteratur und Komiktradition. Komisches und Schauerliches verbinden sich so zu einem grotesken Gesamtwerk. Die Geschichten um Prof. Dr. Abdul Nachtigaller oder den Schrecksenmeister stehen so z. B. in enger Verbindung zur Tradition der Nachtstücke, der gothic novel (Frankenstein, The Monk) und der schwarzen Romantik (vgl. E.T.A. Hoffmann), während vor allem Figuren wie der Blaubär als Nachfahren eines Don Quijote gelesen werden können.
Zentral sind in allen Zamonienbüchern die Wortspiele, Anspielungen und Anagramme, die eine enorme Freude des Autors an Sprache, Literatur und Geschichte dokumentieren. Beim aufmerksamen Lesen findet man immer wieder eine Unmenge von anagrammierten Namen, versteckten Text- und Bildzitaten. Zum Beispiel ist der größte Teil der Gedichte in Die Stadt der Träumenden Bücher leicht abgeändert von großen Dichtern übernommen worden, und die Namen der fiktiven Dichter, die im Buch vorkommen, sind auch größtenteils mehr oder weniger schwer durchschaubare Anagramme der Namen realer großer Dichter (z. B. Johann Wolfgang von Goethe ⇒ Ojahnn Golgo van Fontheweg). Verschiedene von Fans der Romane gestaltete Webseiten sammeln und entschlüsseln diese Anspielungen. Dies war in gewisser Weise auch schon im „alten“ Blaubären für Kinder der Fall, wenn etwa Blaubär behauptet, die Bären seien die Pioniere des Fliegens gewesen, namentlich Otto Lilienbär, Charles Lindbär und der Blaue Bäron.
Viele der Wortspiele sind auch visueller Natur. Namen und Bezeichnungen fallen vor allem durch ihre Schreibweise auf. Sehr oft werden typographische Mittel wie verschiedene Schriften und Schriftgrößen verwendet, um das Geschriebene zu veranschaulichen. Auch hier, und vor allem aufgrund des Umgangs mit Text-Bild-Bezügen, lassen sich Parallelen von Moers’ Literatur zu mittelalterlichen Volksbüchern, Fabeln, Epen usw. ausmachen.
Inhaltlich bedient sich Moers wie die meisten modernen Fantasy- und Fantastik-Autoren in der mittelalterlichen und antiken Literatur und Kunst sowie bei Renaissance, Barock und Romantik, sei es nun bei Sagen und Legenden, Fabeln und Märchen, Mythen und Epen, Magie und Esoterik. Der kreative Umgang damit erzeugt in Kombination mit seinem Ideenreichtum und Humor eine ganz eigene Moers’sche Fantasiewelt, vor allem deshalb, weil die antiken und mittelalterlichen Elemente stets mit eindeutig modernen und postmodernen vermischt werden, was den grotesken Gesamtstil wesentlich prägt und zu seiner Originalität beiträgt.
Moers gibt sich häufig nur als Übersetzer der Bücher aus und schreibt die Autorenschaft dem fiktiven Schriftsteller Hildegunst von Mythenmetz zu. Dies kann als eine Form der Autor- bzw. Herausgeberfiktion angesehen werden, da neben dem realen Autor (Moers) und dem fiktiven Autor (Mythenmetz) noch der fiktive Übersetzer existiert, welcher allerdings ebenfalls von Moers verkörpert wird.

#### Übersetzungen
Walter Moers’ Werke wurden bereits in über 20 Sprachen übersetzt, darunter hauptsächlich die Zamonien-Romane. Aufgrund der vielen Stilmittel und Wortschöpfungen stellt die Übersetzung der Romane Moers’ eine besondere Herausforderung dar. So beschreibt der Übersetzer der meisten Werke ins Englische, John Brownjohn, wie viele Namen latinisiert und die große Anzahl an Anagrammen neu erdacht werden mussten. Mehrere Arbeiten befassten sich anhand von Walter Moers’ Werken mit Übersetzungsproblemen und zeigten Schwierigkeiten bei dem Übertragen von Neologismen und dem von Phrasemen auf.

#### Öffentlichkeitswirkung
Moers tritt nicht öffentlich auf und vermarktet sich selbst nicht als Autor der Zamonien-Romane. Vielmehr lässt er regelmäßig seine Kunstfigur Hildegunst von Mythenmetz zu Wort kommen, welche als fiktiver Verfasser der zamonischen Texte dient. So sind viele von Moers’ Interviews als Hildegunst von Mythenmetz geführt worden und in den Fußnoten der Romane sind immer wieder Auseinandersetzungen zwischen dem „Autor Mythenmetz“ und dem „Übersetzer Moers“ angesiedelt, welche im Sommer 2007 durch Beiträge der beiden Parteien in der FAZ, der Zeit und dem ZDF erstmalig in der medialen Öffentlichkeit ausgetragen wurden. Die inszenierten Meinungsverschiedenheiten in den Interviews und Nachworten der Romane wurden in Analysen als resonanzförderndes Mittel im Kampf um die Aufmerksamkeit der Leserschaft interpretiert.

### Andere Prosa
In dem Roman Wilde Reise durch die Nacht aus dem Jahr 2001 schildert Moers die Reise des zwölfjährigen Gustave, der ein großer Zeichner werden möchte. Moers greift hierfür den romantischen Zeitgeist des 19. Jahrhunderts auf und bricht ihn dabei zugleich satirisch.
In diesem Werk fügte Moers seiner Prosa ausnahmsweise keine eigenen Illustrationen bei, sondern verwendete 21 Illustrationen des französischen Zeichners Gustave Doré, die ihn zu diesem Buch inspirierten.
Mit Der Fönig schrieb Moers ein „Moerschen für Erwachsene“, bei dem er die Buchstaben F und K konsequent vertauschte.

## Veröffentlichungen

### Kinderbücher
- Die Schimauski-Methode. 1987, ISBN 978-3-407-78025-6.
- Käpt’n Blaubärs Seemannsgarn. 3 Bände, 1990. Band 1, Opachens Mondfahrt, ISBN 978-3-473-34651-6. Band 2, Moby Duck, die weiße Riesenente, ISBN 978-3-473-34652-3. Band 3, Die Piraten von der Haifischbucht, ISBN 978-3-473-34653-0

### Satirische Comics
- Aha! 1985, ISBN 3-8218-1825-5.
- Wenn er gut drauf ist, erläßt er alle Sünden. So treiben’s die Klerikalen. 1985, ISBN 3-8218-1947-2. (1990 wiederveröffentlicht als Die Klerikalen., ISBN 3-8218-1964-2)
- Hey! 1986, ISBN 3-8218-1827-1.
- Schweinewelt. 1987, ISBN 3-8218-1828-X.
- Herzlichen Glückwunsch. 1988, ISBN 3-8218-1831-X.
- Von ganzem Herzen. 1989, ISBN 3-8218-1832-8.
- „Huhu!“ 1989, ISBN 978-3-8218-1829-0.
- Schwulxx-Comix. (mit Ralf König) 1990, ISBN 978-3-923102-29-7.
- Kleines Arschloch. 1990, ISBN 3-8218-3000-X.
- Das kleine Arschloch kehrt zurück. 1991, ISBN 3-8218-2999-0.
- Schöne Geschichten. 1991, ISBN 3-8218-2996-6.
- Schöner leben mit dem kleinen Arschloch. 1992, ISBN 3-8218-2993-1.
- Es ist ein Arschloch, Maria! 1992, ISBN 3-8218-2992-3.
- Der alte Sack, ein kleines Arschloch und andere Höhepunkte des Kapitalismus. 1993, ISBN 3-8218-2987-7.
- Arschloch in Öl. 1993, ISBN 3-8218-2976-1.
- Du bist ein Arschloch, mein Sohn. 1995, ISBN 3-8218-2968-0.
- Sex und Gewalt. 1995, ISBN 3-8218-2967-2.
- Peppi & Co (Untertitel: Moers’ Tierleben). 1996 ISBN 3-8218-2966-4
- Buckel & Co (Untertitel: Moers’ Gruselkabinett). 1996, ISBN 3-8218-2964-8.
- Vagina & Co (Untertitel: Moers’ Liebesleben). 1996, ISBN 3-8218-2965-6.
- Wenn der Pinguin zweimal klopft… 1997, ISBN 3-8218-2985-0.
- Adolf. oder Adolf / 1, Äch bin wieder da. 1998, ISBN 3-8218-2959-1.
- Feuchte Träume. 1999, ISBN 3-8218-2958-3.
- Adolf, Teil 2. oder Adolf / 2, Äch bin schon wieder da!. 1999, ISBN 3-8218-2952-4.
- Schamlos! (mit Zusatzmaterial). 2001, ISBN 978-3-473-34653-0.
- Adolf, Der Bonker. (mit Musikvideo auf DVD inkl. englischer und französischer Version „Ich hock in meinem Bonker“, Stimme: Thomas Pigor), 2006, ISBN 3-492-04646-0.
- Der Pinguin: A Very Graphic Novel. 2012, ISBN 978-3-8135-0528-3.
- Jesus total – Die wahre Geschichte. 2013, ISBN 978-3-8135-0531-3.
- Sex, Absinth und falsche Hasen – Eine Weltgeschichte der Kunst. 2013, ISBN 978-3-8135-0546-7.
- Adolf total – Alles über den Führer in einem Band. 2016, ISBN 978-3-328-10069-0.

### Illustrierte Lyrik
- Das Tier. Bildergeschichte. 1987, ISBN 978-3-8218-1830-6.

### Illustrierte Prosa
- Wilde Reise durch die Nacht. Roman, 2001, ISBN 3-8218-0890-X, Taschenbuch, ISBN 3-442-45291-0, Hörbuch, ISBN 3-8218-5171-6.
- Der Fönig. Bildergeschichte, 2002, ISBN 3-8218-2947-8, Taschenbuch, ISBN 3-453-87398-X, Hörbuch, ISBN 3-8218-5222-4.

### Zamonien-Romane
- Die 13½ Leben des Käpt’n Blaubär. Roman, 1999, ISBN 3-8218-2969-9, Taschenbuch, ISBN 3-442-41656-6, Hörbuch, ISBN 3-8218-5159-7.
- Ensel und Krete. Roman, 2000, ISBN 3-8218-2949-4, Taschenbuch, ISBN 3-442-45017-9, Hörbuch, ISBN 3-8218-5164-3.
- Rumo & Die Wunder im Dunkeln. Roman, 2003, ISBN 3-492-04548-0, Taschenbuch, ISBN 3-492-24177-8, Hörbuch, ISBN 3-89903-172-5.
- Die Stadt der Träumenden Bücher. Roman, 2004, ISBN 3-492-04549-9, Taschenbuch, ISBN 3-492-24688-5, Hörbuch, ISBN 3-89903-225-X.
- Der Schrecksenmeister. Roman, 2007, ISBN 978-3-492-04937-5, Taschenbuch, ISBN 978-3-492-25377-2, Hörbuch, ISBN 3-89903-407-4.
- Das Labyrinth der Träumenden Bücher. Roman, 2011, ISBN 978-3-8135-0393-7, Hörbuch (CD) ISBN 978-3-86717-771-9, Hörbuch (MP3-CD) ISBN 978-3-86717-803-7. (Buch: Platz 1 der Spiegel-Bestsellerliste vom 17. bis zum 23. Oktober 2011)
- Prinzessin Insomnia & der alptraumfarbene Nachtmahr. Roman, 2017, ISBN 978-3-8135-0785-0, E-Book ISBN 978-3-641-22013-6, Hörbuch (MP3-CD) ISBN 978-3-8445-2809-1.
- Weihnachten auf der Lindwurmfeste. Roman, 2018, ISBN 978-3-328-60071-8, E-Book ISBN 978-3-641-23470-6, Hörbuch ISBN 978-3-8445-3061-2.
- Der Bücherdrache. Roman, 2019, ISBN 978-3-328-60064-0, E-Book ISBN 978-3-8445-3323-1, Hörbuch ISBN 978-3-641-23423-2.
- Die Insel der Tausend Leuchttürme. Roman, 2023, ISBN 978-3-328-60006-0, E-Book ISBN 978-3-641-19782-7, Hörbuch ISBN 978-3-8445-2971-5.
- Das Einhörnchen, das rückwärts leben wollte. Roman, 2024, ISBN 978-3-328-60342-9, E-Book ISBN 978-3-641-31522-1, Hörbuch ISBN 978-3-8445-5187-7.

### Zamonien
- Zamonien – Entdeckungsreise durch einen phantastischen Kontinent. zusammen mit Anja Dollinger, 2012, ISBN 978-3-8135-0530-6, e-book (epub), ISBN 978-3-641-09562-8, Hörbuch (4 CDs), gelesen von Andreas Fröhlich & Cathlen Gawlich, 2012, ISBN 978-3-86717-963-8, Hörbuch Download, gelesen von Andreas Fröhlich & Cathlen Gawlich, 2012, ISBN 978-3-8445-1052-2.
- Zamonien 2014. Kalender zusammen mit Anja Dollinger und Oliver Schmitt, 2013, ISBN 978-3-8135-0551-1.

### Chart-Erfolge
- 2006: Adolf – Ich hock’ in meinem Bonker feat. Thomas Pigor – Platz 54

### Drehbücher
- Kleines Arschloch – Der Film. Drehbuch und Liedtexte, 1997, ISBN 3-8218-2960-5.
- Käpt’n Blaubär – Der Film. Drehbuch, 1999, ISBN 3-8218-2957-5.
- Das kleine Arschloch und der alte Sack – Sterben ist Scheiße. Drehbuch, 2006
- Drachengespräche. Drehbuch, 2007[18][44]
- Adolf – Er ist wieder da! Drehbuch, 2012[45]

### Graphic Novels
- Die Stadt der Träumenden Bücher. Graphic Novel zusammen mit Florian Biege (Illustrator), Band 1, Knaus, München 2017, ISBN 978-3-8135-0501-6, Band 2, Knaus, München 2018, ISBN 978-3-8135-0502-3.

## Ehrungen

### Preise und Auszeichnungen
- 1993: Max-und-Moritz-Preis für „beste deutschsprachige Comic-Publikation“ (Es ist ein Arschloch, Maria) und Preis für „bester deutschsprachiger Comic-Künstler“[46]
- 1994: Grimme-Preis für die Sendereihe Käpt’n Blaubär, WDR[47]
- 1996: Goldener Felix für Idee und Konzept Käpt’n Blaubär[48]
- 1997: Goldene Leinwand für Das kleine Arschloch[49][50]
- 2003: Grimme Online Award für die Internet Präsenz des Käpt‘n Blaubär[51]
- 2005: Phantastik-Preis der Stadt Wetzlar für Die Stadt der Träumenden Bücher[52]
- 2009: Bayerischer Fernsehpreis für Die drei Bärchen und der blöde Wolf (ARD/WDR)[53]
- 2011: LovelyBooks Leserpreis in der Kategorie Allgemeine Literatur für Das Labyrinth der Träumenden Bücher[54]

### Benennungen
- Nach dem von Walter Moers geschaffenen Universum Zamonien wurde eine zwei Millimeter große Zwergspinne als „Zamonische Zwergspinne“ benannt.[55]
- Nach Walter Moers’ zamonischer Figur Prof. Dr. Abdul Nachtigaller wurde der unterseeische Berg Nachtigaller Shoal benannt.[56]

## Ausstellungen
- 2011/2012: Die 7 1/2 Leben des Walter Moers – Vom Kleinen Arschloch über Käpt’n Blaubär bis Zamonien. Ausstellung in der Ludwig Galerie Schloss Oberhausen.[57]
- 2013: Die 7 1/2 Leben des Walter Moers – Vom Kleinen Arschloch über Käpt’n Blaubär bis Zamonien. Ausstellung im Deutschordensmuseum Schloss Mergentheim und Kulturforum der Stadt Bad Mergentheim.[58]
- 2025: Die Komische Kunst des Walter Moers, Caricatura Museum für Komische Kunst, Frankfurt am Main.

## Sekundärliteratur
- Remigius Bunia: »Das Buch als globales Ding (bei Rainald Goetz und Walter Moers). Globalisierung als Ende des dingfeindlichen Fundamentalismus der westlichen Kultur«. In: Wilhelm Amann, Georg Mein und Rolf Parr (Hrsg.): Globalisierung und Gegenwartsliteratur. Konstellationen – Konzepte – Perspektiven. Synchron, Heidelberg 2010. S. 303–320.
- Gerrit Lembke (Hrsg.): Walter Moers’ Zamonien-Romane: Vermessungen eines fiktionalen Kontinents. V&R unipress, Göttingen 2011, ISBN 978-3-89971-906-2.
- Katja Pawlik: Von Atlantis bis Zamonien, von Menippos bis Moers: Die Zamonien-Romane Walter Moers’ im Kontext der menippeischen Satire. Dissertation. Königshausen & Neumann, Würzburg 2016, ISBN 978-3-8260-5899-8.
- Mareike Wegner: „Wissen ist Nacht!“ Parodistische Verfahren in Walter Moers’ Zamonien-Romanen und in Wilde Reise durch die Nacht. Dissertation. Aisthesis, Bielefeld 2016, ISBN 978-3-8498-1137-2.